# Syedra scamba
Syedra scamba är en spindelart som först beskrevs av George Hazelwood Locket 1968.  Syedra scamba ingår i släktet Syedra och familjen täckvävarspindlar.
Artens utbredningsområde är Kongo. Inga underarter finns listade i Catalogue of Life.